# Lassalleanizmus
A lassalleanizmus Ferdinand Lassalle nevéhez köthető, filozófiai idealizmus alapján álló, kispolgári-szocialista, reformista ideológiai és politikai áramlat.

## Főbb tételei
Lassalle tagadta az állam osztályjellegét, azt osztályok fölöttinek tekintette. Lehetségesnek és kívánatosnak tartotta a munkásosztály és a burzsoázia együttműködésével a szocializmusba való békés belenövést az állam által támogatott szövetkezetek és az általános, – egyenlő, vagyis nem cenzusos, közvetlen, vagyis nem elektori rendszerű –, titkos választójog segítségével létrehozott „szabad népállam” útján. A közgazdaságilag téves, Marx által megcáfolt „vasbértövény” elméletére hivatkozva tagadta a sztrájkharc értelmét. Tagadta a munkásosztállyal szövetséges osztályokat (például a szegényparasztságot), a polgári társadalom munkásosztályon kívüli minden osztályát és rétegét álradikális módon „egységes reakciós tömegnek” tekintette, ezzel egyfajta szektás, dogmatikus magatartást képviselt. Mivel követői a politikai gyakorlatban az általános választójog megszerzése érdekében a Bismarckkal való kiegyezés pártján álltak, a kortársak gúnyosan csak „kormányszocialistáknak” nevezték őket.

## Hatása, öröksége
A Ricardo és Hegel tanainak egyesítési törekvését megtestesítő  lassalleanizmus a 19. század végéig jelentős hatást gyakorolt a német  munkásmozgalomban. Kezdetben a marxizmus Magyarországon Lassalle követőinek interpretálásában terjedt el.
A lassalleanizmus később a munkásmozgalmi opportunizmus különböző árnyalatainak eszmei forrásává lett;  a 20. század utolsó harmadának jobboldali szociáldemokrata politikusai felhasználták egyes elemeit az „osztályokon kívüli demokráciáról”, a burzsoázia és a proletariátus közötti „osztálybékéről”, a „kapitalizmusnak a szocializmusba való békés belenövéséről” szóló elméletük igazolására.

## Művei
- Alkotmány, szocializmus, demokrácia. 1914. 1919.
- Beszédek és írások. Kossuth Könyvkiadó 1982. 436. p. ISBN 9632811275